# Aedes wasselli
Aedes wasselli är en tvåvingeart som beskrevs av E. Sydney Marks 1947. Aedes wasselli ingår i släktet Aedes och familjen stickmyggor. Inga underarter finns listade i Catalogue of Life.